# Office fédéral des techniques d'armement et de l'approvisionnement
« BWB » redirige ici. Pour les autres significations, voir BWB (homonymie).
L'Office fédéral des techniques d'armement et de l'approvisionnement (Bundesamt für Wehrtechnik und Beschaffung ou BWB) est un office fédéral allemand en fonction de 1957 a 2012. Il correspond grosso modo à l'ancien Service des programmes aéronautiques (SPAé) de la Délégation générale pour l'Armement (DGA) en France. 

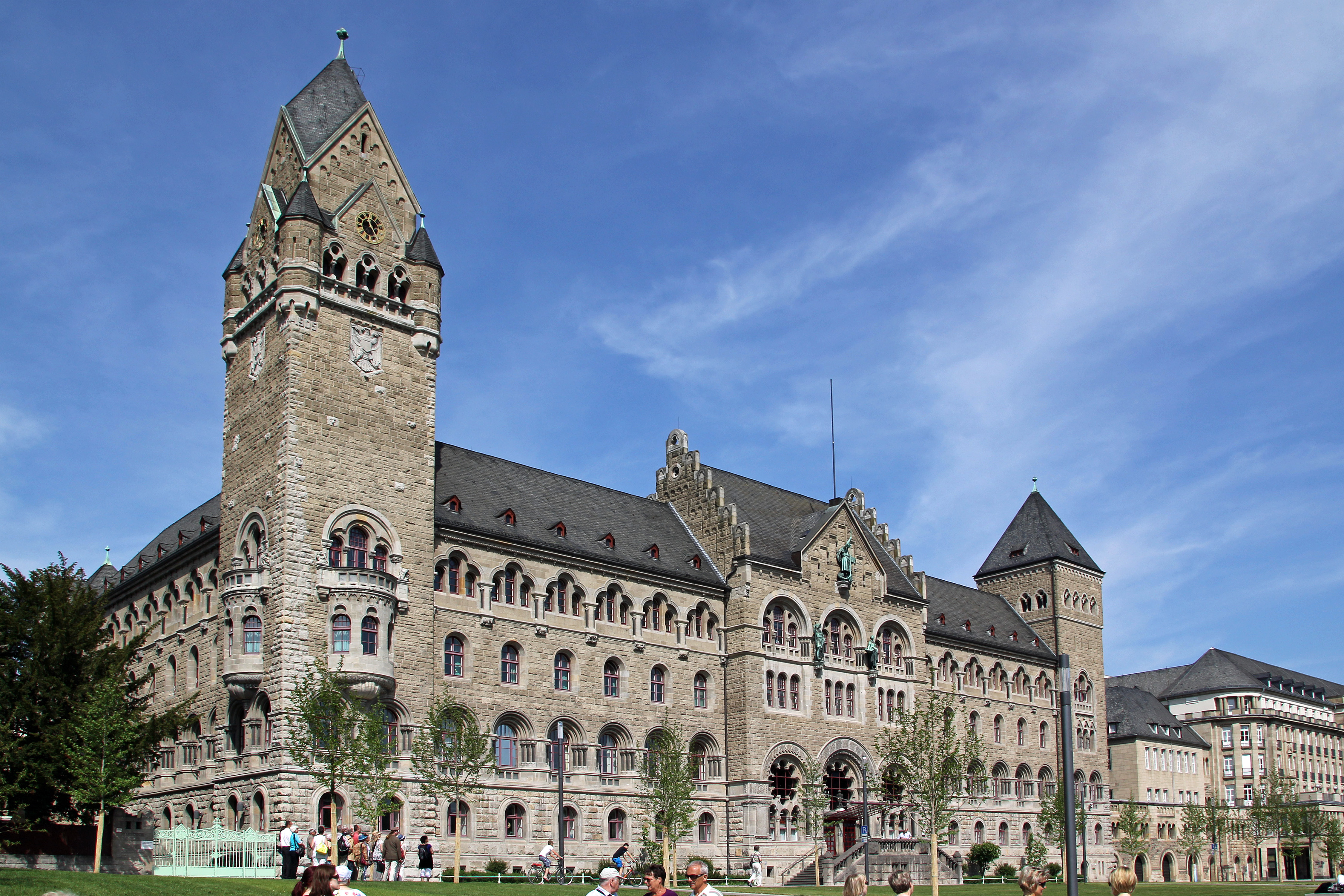
Le siège du BWB dans l'ancien palais du gouvernement de Prusse

Service officiel de l'administration allemande, l'office est un département rattaché à la direction des armements (Rüstung) du ministère fédéral de la Défense (Allemagne). Sa tâche est d'« assurer l'approvisionnement à court et moyen termes des forces armées ». Ceci englobe le développement, la mise au point et l'achat de matériels militaires, leur modification, normalisation ainsi que le contrôle industriel.
Une partie du BWB a donné naissance au service informatique de l'armée allemande (Bundesamt für Informationsmanagement und Informationstechnik der Bundeswehr, IT-AmtBw) en 2002 qui a lui aussi son siège à Coblence.
L'existence du BWB est due au distinguo fait dans la constitution de la RFA (Art. 87a et 87b) entre les forces combattantes et l'administration. Contrairement aux organisations correspondantes de nombreux pays, et eu égard à l'histoire de l'Allemagne, il y a ici une séparation nette entre le personnel militaire des unités et le personnel civil de l'administration, y compris dans le domaine des armements.
Le BWB a son siège à Coblence (Koblenz) au bord du Rhin dans l'ancien palais du gouvernement de Prusse, dans le château du prince-électeur (Kurfürst) et dans des bâtiments annexes dans la ville. Il supervise sept services techniques (Wehrtechnische Dienststellen, WTD) des forces armées répartis sur les villes de Trèves (Trier), Coblence, Oberjettenberg (de), Manching, Eckernförde, Greding et Meppen). De même, il a sous sa coupe trois services scientifiques (Wehrwissenschaftliche Dienststellen) : l'Institut de recherche hydroacoustique et de géophysique (Forschungsanstalt der Bundeswehr für Wasserschall und Geophysik) de Kiel, l'Institut militaire pour la recherche technologique en matière de protection contre la contamination NBC (Wehrwissenschaftliche Institut für Schutztechnologien - ABC-Schutz) de Munster et l'Institut militaire de recherche en matière de matériaux, d'explosifs et d'ingrédients de fonctionnement (Wehrwissenschaftliches Institut für Werk-, Explosiv- und Betriebsstoffe) de Erding, l'arsenal de la Marine (Marinearsenal) qui possède des ateliers à Wilhelmshaven et Kiel ainsi que le service spécial responsable des systèmes de commandement et de mise en œuvre des armements (Sonderbereich für Führungs- und Waffeneinsatzsysteme, FüWES) de la Marine (S09) à Wilhelmshaven. L'antenne de liaison des services de l'armement (Deutsche Verbindungsstelle des Rüstungsbereiches) avec les États-Unis et le Canada à Reston (Virginie), assure le suivi de la coopération dans les projets communs. Lui est également rattachée la collection des documents militaires de Coblence Wehrtechnische Studiensammlung Koblenz (WTS).
Le 1er octobre 2012, il fusionne avec le service information de l'armée informatique pour créer le Bundesamt für Ausrüstung, Informationstechnik und Nutzung der Bundeswehr (BAAINBw) { (fr) : Office fédéral des équipements, des technologies de l'information et du soutien en service de la Bundeswehr).